# Baldomer Balot Vilar
Baldomer Balot Vilar (Calonge, Baix Empordà, 27 de febrer de 1893 - Barcelona, 31 d'agost de 1965) fou mestre d'escola i músic.
Els seus pares eren Andreu Balot Girbau, natural de Peralada i taper de professió, i Enriqueta Vilar Ullastres, natural de Calonge. Entre els mestres, va tenir Lluís Moreno Torres, que el va animar a estudiar la carrera de magisteri. Va fer-la per lliure, alternant-la amb l'ofici de taper i de músic. Tocava en una cobla de Palamós. Podria ser La Lira o la Principal Antiga. Els seus instruments musicals preferits eren la flauta i el piano. Va obtenir el títol de mestre el 1914 i el seu primer destí va ser la Morera de Montsant, a la comarca del Priorat (Tarragona). Cinc anys més tard va ser enviat a Montagut i Oix. En aquest poble va conèixer la seva dona, Maria Marfany Comas. Es van casar a Calonge el 22 de juliol de 1922. Després de sis anys i mig a Montagut, va ser destinat a Sant Llorenç d'Hortons (Barcelona). Posteriorment, l'any 1931, va ser destinat a Caldes de Montbui. Durant la Segona República Espanyola va ser destinat a diversos centres educatius de Barcelona. L'any 1934, l'Ajuntament de Montagut, a iniciativa d'exalumnes seus, va acordar dedicar-li un carrer. Acabada la Guerra Civil espanyola va ser depurat. Però va poder continuar fent la seva tasca educativa al grup escolar Uruguai, a Barcelona, on es va jubilar el 1963. Va morir a la capital catalana dos anys més tard. L'any 1980, exalumnes seus van tornar a retre-li un homenatge a Montagut, col·locant una placa al carrer que porta el seu nom.